# Crique à David
Pour les articles homonymes, voir David.
Le crique à David est un affluent de la rivière Noire, coulant sur la rive nord du fleuve Saint-Laurent, dans les municipalités de Saint-Damien, Saint-Zénon et Sainte-Émélie-de-l'Énergie, dans la municipalité régionale de comté (MRC) de Matawinie, dans la région administrative de Lanaudière, au Québec, au Canada.
Le cours de cette rivière coule d’abord vers le sud-ouest, puis généralement vers le sud-est, dans une petite vallée forestière. Son cours traverse les plans d’eau : Lac à la Raquette, Lac David, Lac Poisson et le lac Jonc où la villégiature s’est développée.
La partie supérieure du Crique à David est surtout accessible par le chemin du Lac-à-la-Pluie et le chemin du Lac-à-la-Raquette ; la partie inférieure par le chemin de la Nature, le chemin du Crique-à-David Ouest, le chemin de Saint-Damien et la route Saint-Joseph.

## Géographie
Le crique à David prend sa source à l'embouchure du lac à la Pluie (longueur : 2,7 km ; altitude : 403 m). Ce lac est situé en zone forestière et montagneuse, chevauchant les municipalités de Saint-Zénon et Saint-Damien. Ce lac de tête est approvisionné par quelques plans d’eau des montagnes environnantes.
L’embouchure de ce lac de tête est situé à 10,0 km au nord du centre du village de Sainte-Émélie-de-l'Énergie, à 19,7 km au sud-est du centre du village de Saint-Zénon et à 12,0 km au nord de la confluence du Crique à David.
Le crique à David coule sur 17,0 km, selon les segments suivants :
- 0,7 km vers le sud-ouest dans Saint-Damien, jusqu’à la limite de Saint-Zénon ;
- 0,8 km vers le sud-ouest dans Saint-Zénon, jusqu’à la limite de Saint-Damien ;
- 2,5 km vers le sud dans Saint-Damien, jusqu’à l’embouchure du lac à la Raquette (longueur : 1,3 km ; altitude : 305 m) que le courant traverse vers le sud-est sur sa pleine longueur ;
- 0,9 km vers le sud-est, jusqu’à l’embouchure du lac David (longueur : 0,6 km ; altitude : 295 m) que le courant traverse vers le sud-est sur sa pleine longueur ;
- 3,1 km vers le sud-est, jusqu’à la décharge (venant du nord) d’un ensemble de lacs : Jacques, Aimé, Pilon et Caribou ;
- 1,9 km vers le sud-est, jusqu’à l’embouchure du lac Poisson (longueur : 0,5 km ; altitude : 229 m) que le courant traverse vers le sud sur 0,4 km ;
- 3,1 km vers le sud-est, en traversant le lac Jonc (longueur : 0,7 km ; altitude : 224 m), jusqu’à la limite de Sainte-Émélie-de-l'Énergie ;
- 4,0 km vers le sud-est en traversant le hameau « Domaine-Hénault », jusqu'à la confluence de la rivière[3].

Le crique à David se déverse sur la rive nord-ouest de la rivière Noire, du côté est de la route Saint-Joseph. La confluence du Crique à David est située à :
- 4,2 km au sud-est du centre du village de Sainte-Émélie-de-l'Énergie ;
- 0,5 km au sud-est de la limite de Saint-Damien ;
- 3,1 km au nord-ouest du Lac Noir (Saint-Jean-de-Matha).

À partir de la confluence du Crique à David, la rivière Noire descend vers le sud-est jusqu’à la rive nord de la Rivière L'Assomption laquelle serpente vers le sud-est, puis vers le sud-ouest, jusqu'à la rive nord du fleuve Saint-Laurent.

## Toponymie
Le toponyme Crique à David a été officialisé le 4 mars 1998 à la Commission de toponymie du Québec.